# Antonio Bigini

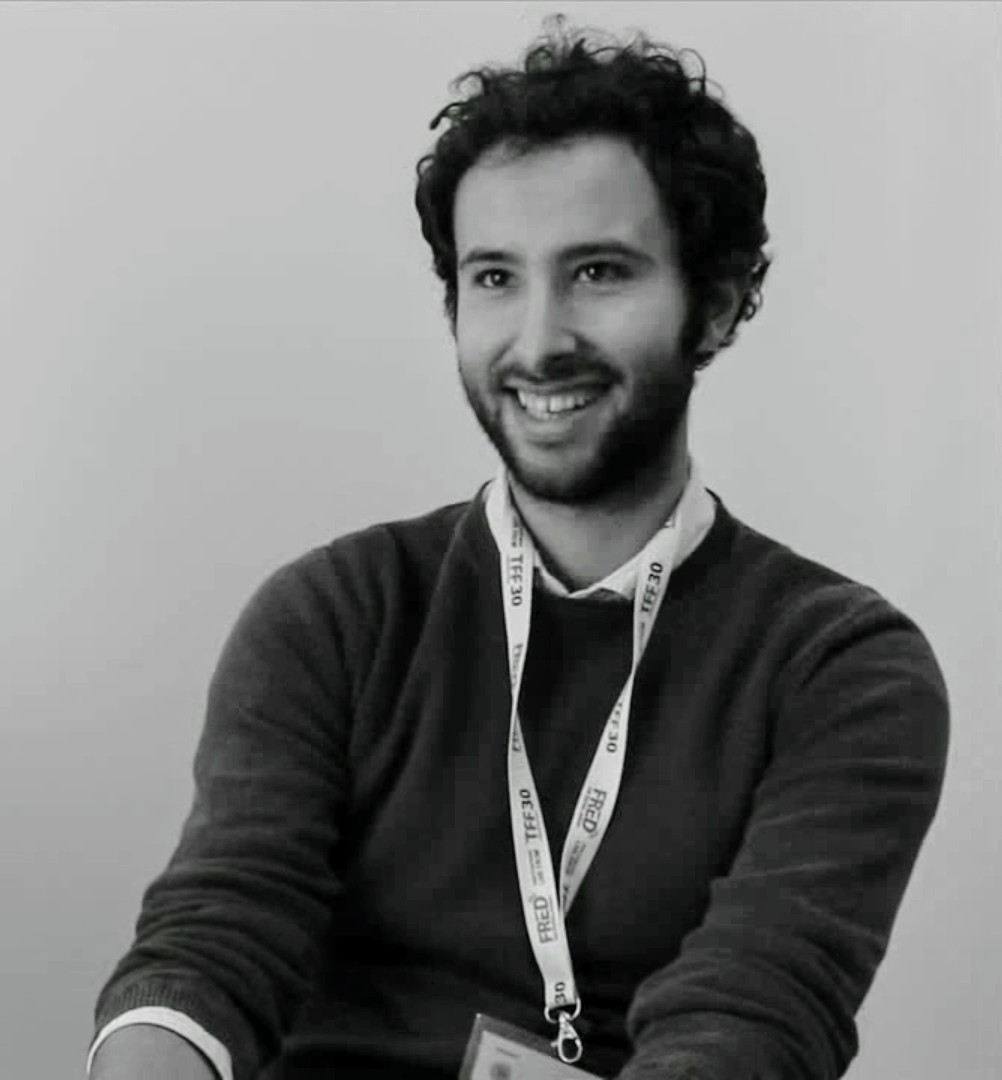
Antonio Bigini (2012)

Antonio Bigini (* 1980 in Bovolone) ist ein italienischer Filmregisseur und Drehbuchautor, der auch als Ausstellungskurator und Autor von Kurzgeschichten tätig ist.

## Leben
Antonio Bigini wurde 1980 in der italienischen Gemeinde Bovolone in der Provinz Verona in Venetien geboren. Nach einem Abschluss in Kommunikationswissenschaften an der Universität Bologna arbeitete er als Produktionsassistent für italienische Unternehmen wie Minimum Fax Media und Studio Azzurro. Bigini unterrichtete auch Schreiben für Dokumentarfilme an der Bottega Finzioni, einer Schule für Kreatives Schreiben in Bologna, die von Carlo Lucarelli geleitet wird. Zu seinen veröffentlichten Werken gehören die Sammlung von Geschichten Tonino Guerra wants to kill me, die 2007 bei Pendragon erschien, und sein auf Englisch veröffentlichtes Buch A Wrong Guide to Italy.
Er schrieb das Drehbuch für den Dokumentarfilm Anita von Luca Magi, der im November 2012 beim Torino Film Festival seine Premiere feierte. In Zusammenarbeit mit Mariann Lewinsky führte Bigini Regie bei dem Dokumentarfilm Ella Maillart – Double Journey, der im April 2015 bei Visions du Réel erstmals gezeigt wurde und sich mit der Reise der Fotografin Ella Maillart nach Afghanistan und Indien beschäftigt. Für die Cineteca di Bologna kuratierte er in Zusammenarbeit mit anderen Kuratoren Ausstellungen zur Geschichte des Kinos, unter anderem über Sergio Leone, Pier Paolo Pasolini und Marcello Mastroianni. Diese wurden in verschiedenen Museen, auch außerhalb Italiens, gezeigt, unter anderem in der Cinémathèque Française.
Sein in den 1970er Jahren in einem italienischen Bergdorf spielendes Regiedebüt bei einem Spielfilm Le proprietá dei metalli feierte im Februar 2023 bei den Internationalen Filmfestspielen in Berlin seine Premiere.

## Filmografie
- 2012: Formato ridotto: Libere riscritture di cinema amatoriale (Regie)
- 2012: Anita (Drehbuch)
- 2013: Vacanze al mare (Drehbuch)
- 2015: Ella Maillart: Double Journey (Kurzfilm, Regie)

## Werke
- Antonio Bigini: Tonino Guerra wants to kill me. Pendragon, 2007. ISBN 978-8883425424
- Antonio Bigini: A Wrong Guide to Italy. Bucci Publishing, 2013.

## Auszeichnungen
Internationale Filmfestspiele Berlin
- 2023: Nominierung für den Gläsernen Bären in der Sektion Generation 14plus (Le proprietá dei metalli)